# Cine Filmes
A Cine Filmes é uma empresa brasileira do ramo da exibição cinematográfica, sediada na cidade de Salvador.  Está presente em seis cidades dos Estados da Bahia e Minas Gerais. Seu parque exibidor é formado por seis complexos e dez salas, média de 1,67 salas de cinema por complexo. Suas 1 468 poltronas perfazem uma média de 146,80 assentos por sala.

## História
A história da empresa iniciou em dezembro de 1996, quando o empresário baiano Ednaldo Botelho, um veterano do ramo de exibição com mais de 30 anos de experiência,  inaugurou  as duas salas do Cine Teixeira no shopping  Teixeira Mall, da cidade de Teixeira de Freitas.  Em seguida, implantou ou assumiu a administração de pequenas salas nas cidades de Ilhéus, Ibicaraí e Porto Seguro. Também assumiu a administração do Cine Madrigal, último cinema de rua da cidade de Vitória da Conquista, em seu último período de atividade. Notabilizou-se por disponibilizar a sétima arte em cidades do interior do Estado da Bahia em um cenário completamente adverso, influenciado pela aparecimento das outras mídias e fechamento das salas, onde apenas 11 cidades dispunham de cinemas (dados do ano de 2003).
É uma pequena rede exibidora, de gestão familiar, que se enquadraria como exibidor independente. Uma característica da empresa é não utilizar uma marca própria, com padronização visual, de forma que  seus pequenos complexos aparentam não possuir uma relação entre eles - sequer possui um sítio institucional, com cada complexo tendo seu próprio endereço na web.   Para a empresa, entretanto, o modelo empregado é o que mais se enquadra às características do público das cidades do interior, que não tem como garantir grandes bilheterias aos distribuidores cinematográficos, responsáveis pela disponibilização dos filmes aos cinemas.

## Modernização e ampliação
Em abril de 2015, reabriu o complexo de Teixeira de Freitas com as salas totalmente digitalizadas, com os equipamentos de película 35mm sendo substituídos por projetores digitais. As demais salas da rede ainda se encontravam em processo de digitalização em agosto de 2015. Em junho de 2015, abriu seu primeiro complexo fora do Estado da Bahia, ao inaugurar o Cine Teca, da cidade mineira de Teófilo Otoni.
Em junho de 2018, a rede abriu um novo complexo, na cidade mineira de Caratinga. Antigo projeto reclamado pelos seus munícipes, a reabertura do Cine Itaúna disponibilizará duas novas salas para a cidade (de inicio, foi aberta com uma única tela), com sala de espera ampla e bombonière totalizando dois mil metros quadrados.  A Cine Filmes consagrou-se como o maior exibidor da região sul da Bahia e atualmente é dirigida pelo empresário ilheense Danilo Botelho.

## Público

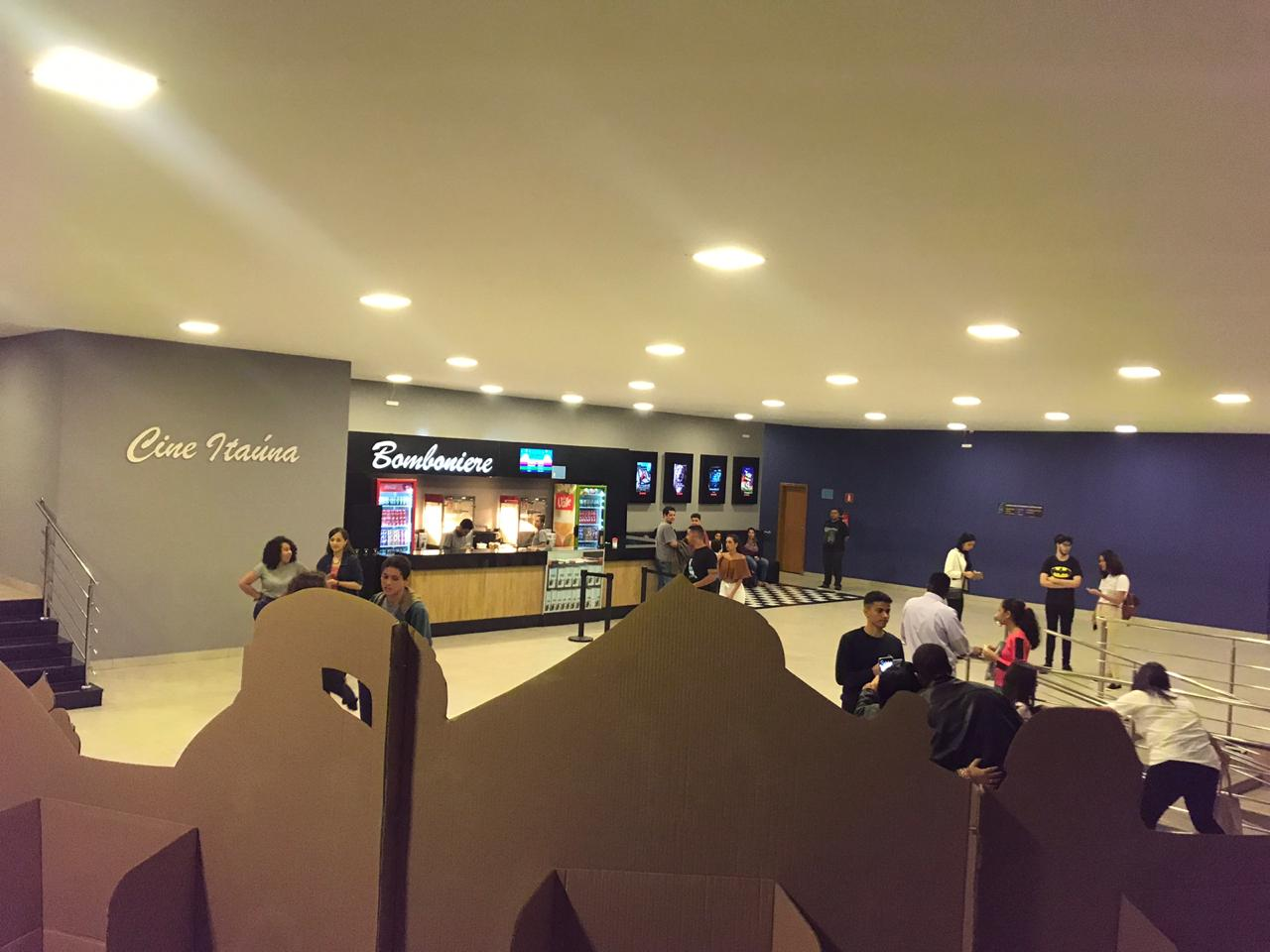
Foyer do Cine Itaúna de Caratinga, Minas Gerais.

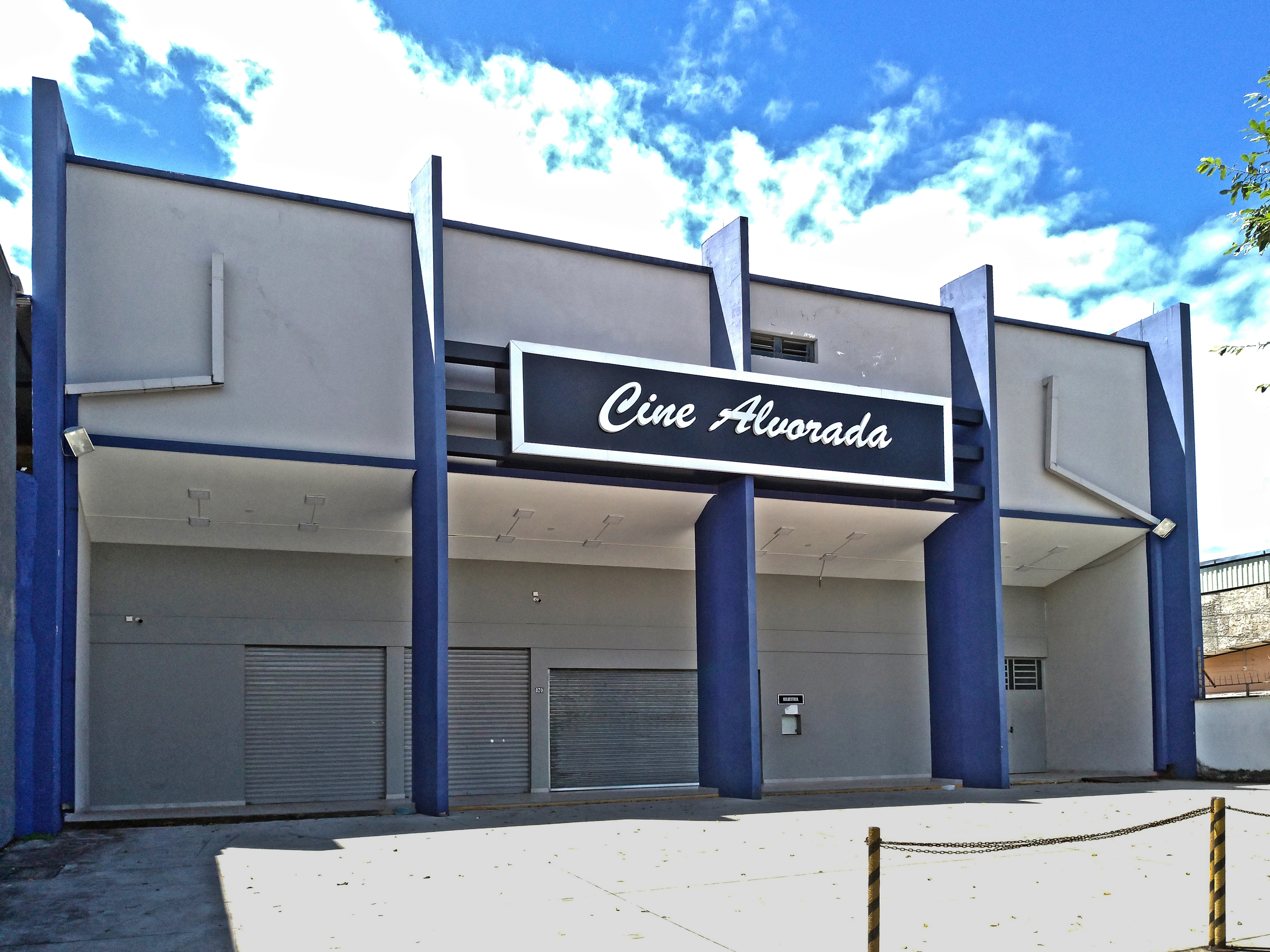
Fachada do Cine Alvorada, em Coronel Fabriciano, inaugurado em 17 de maio de 2019.

Abaixo a tabela de público e sua evolução de 2008 até 2018, considerando o somatório de todas as suas salas a cada ano. A variação mencionada se refere à comparação com os números do ano imediatamente anterior. Graças à abertura de novas salas e modernização das existentes, o crescimento no período elencado foi expressivo, da ordem de 439,79%. Entretanto, a retração do público de cinema brasileiro que ocorreu em 2017 e 2018  tolheu o crescimento da empresa, que teve perdas da ordem de 16,49% em seus frequentadores.
Os dados de 2008 até 2013 foram extraídos do banco de dados Box Office do portal de cinema Filme B, sendo que os números de 2014 e 2015 tem como origem o Database Brasil. Já os dados de 2016 em diante procedem do relatório "Informe Anual Distribuição em Salas Detalhado", do Observatório Brasileiro do Cinema e do Audiovisual (OCA) da ANCINE.
| Ano  | Público total | Ranking no país | Market Share | Variação |
| ---- | ------------- | --------------- | ------------ | -------- |
| 2008 | 63 163        | 60º             | 0,07%        | ano-base |
| 2009 | 109 346       | 53º             | 0,10%        | 73,12%   |
| 2010 | 140 650       | 47º             | 0,10%        | 28,63%   |
| 2011 | 146 922       | 46º             | 0,10%        | 4,46%    |
| 2012 | 157 145       | 47º             | 0,11%        | 6,96%    |
| 2013 | 153 738       | 47º             | 0,10%        | 2,17%    |
| 2014 | 135 280       | 48º             | 0,09%        | 12,01%   |
| 2015 | 188 677       | 47º             | 0,11%        | 39,47%   |
| 2016 | 332 630       | 36º             | 0,18%        | 76,30%   |
| 2017 | 301 364       | 37º             | 0,17%        | 9,40%    |
| 2018 | 277 786       | 37º             | 0,17%        | 12,01%   |
| 2019 | 283 839       | 40º             | 0,16%        | 2,18%    |